# Воздвиженка (Каслинський район)
Воздвиженка (рос. Воздвиженка) — селище у Каслинському районі Челябінської області Російської Федерації.
Входить до складу муніципального утворення Воздвиженське сільське поселення. Населення становить 381 особу (2010).

## Історія
Від 27 лютого 1924 року належить до Каслинського району Челябінської області.
Згідно із законом від 16 листопада 2004 року органом місцевого самоврядування є Воздвиженське сільське поселення.

## Населення
| 2002 | 2010 |
| ---- | ---- |
| 540  | ↘381 |